# Guijá
Guijá es una villa y también uno de los doce distritos que forman la provincia de Gaza en la zona meridional de Mozambique, región fronteriza con las provincias de Manica , de Inhambane y de Maputo . 
Región ribereña del Océano Índico y fronteriza con Zimbabue (Provincia de Masvingo) y Sudáfrica (Provincia de Limpopo) que geográficamente pertenece a la ecorregión de salobral del Zambeze en la cuenca del río Limpopo.
La sede de este distrito es la villa de Canisado.

## Características
Limita al norte con el distrito de Chigubo, al oriente con Chibuto, al sudeste con Chókwè, y al occidente con Mabalane.
Tiene una superficie de 3.589 km² y según el censo de 2007 una población de 75.303 habitantes, lo cual arroja como densidad 21 habitantes/km². Se ha presentado un aumento de 31,6% con respecto a los 57.217 registrados en 1997.

## División administrativa
Este distrito, formado por ocho localidades, se divide en cuatro puestos administrativos (posto administrativo), con la siguiente población censada en 2005:
- Canisado, sede, 6.090 (Maguiguana).
- Chivonguene, 27.736 (Chibabel).
- Mubanguene, 28.665 (M`Pelane y Tamanine).
- Nalazi, 8.636 (Bola-Vala).